# Acrorchis roseola
Die Orchidee Acrorchis roseola ist die einzige Art in der Gattung Acrorchis. Die kleinen Pflanzen wachsen epiphytisch oder lithophytisch in Costa Rica und Panama.

## Beschreibung

### Vegetative Merkmale
Die Sprossachsen von Acrorchis roseola stehen in Abständen an einem kriechenden Rhizom und bilden eine locker-horstige Pflanze. Die Sprossachsen sind unverdickt, sie bestehen aus mehreren Internodien und sind 9 bis 13 Zentimeter lang. Die sechs bis zehn Laubblätter stehen zweizeilig an der Sprossachse. Sie sind länglich-oval, unterseits grau-grün mit dunkler Mittelrippe, oberseits dunkelgrün.

### Generative Merkmale
Der Blütenstand erscheint an der Spitze der Sprossachse. Zwischen mehreren kleinen Hochblättern erscheinen nacheinander die Blüten, sie sitzen an einer stark gestauchten Blütenstandsachse. Die resupinierten Blüte sind weiß bis rosafarben. Die Sepalen und Petalen sind annähernd gleich: schmal, 8 bis 10 Millimeter lang und etwa 3 Millimeter breit. Die äußeren drei Blütenhüllblätter sind an der Basis ein kurzes Stück miteinander verwachsen. Die Lippe ist nur undeutlich dreilappig, die Seitenlappen sind etwas nach oben geschlagen. Am Grund der Lippe formt diese eine kleine Ausbuchtung; von dort bis zur Mitte der Lippe erstreckt sich ein gelber Kallus. Die etwa 3 Millimeter lange Säule ist zur Hälfte mit der Lippe verwachsen. Das Rostellum trennt Narbe und Staubblatt, produziert aber keine Klebscheibe. Das Staubblatt enthält vier Pollinien.
Die sechsrippige Kapselfrucht ist bei einer Länge von etwa 10 Millimeter sowie einem Durchmesser von etwa 6 Millimeter oval.

## Vorkommen
Acrorchis roseola kommt in Costa Rica und in Panama. Sie wächst als Epiphyt in feuchten Wäldern in Höhenlagen von 900 bis 1800 Metern vor. In den höheren Lagen und an exponierten Standorten, an denen kaum Bäume wachsen, ist sie lithophytisch auf mit Moos bewachsenen Felsen oder am Boden zu finden.

## Systematik
Die Erstbeschreibung von Acrorchis roseola erfolgte 1990 durch Robert Louis Dressler in Acrorchis, a new genus from the mountains of Panama and Costa Rica. in Orquídea (Mexico City), Band 12, Teil 1, S. 11–17. Der Gattungsname Acrorchis setzt sich zusammen aus dem altgriechischen άκρος „acros“ für Berggipfel und όρχις „orchis“ (hier: Orchidee) und bezieht sich auf die hochgelegenen Fundorte. Das Artepithet roseola bezieht sich auf die rosafarbenen Blüten.
Die Gattung Acrorchis gehört zur Subtribus Laeliinae der Tribus Epidendreae in der Unterfamilie Epidendroideae innerhalb der Familie der Orchidaceae. Acrorchis ist nah verwandt mit Jacquiniella.